# The Boatman's Call
Albums de 
Nick Cave and the Bad Seeds
Murder Ballads
(1996) The Best of Nick Cave and the Bad Seeds
(1998)
The Boatman’s Call est le dixième album studio de Nick Cave and the Bad Seeds, paru en 1997. 

## Historique
Il demeure à ce jour l’album de Nick Cave le plus encensé par les critiques. On le compare souvent à l’album réalisé par Bob Dylan peu avant son premier divorce, Blood on the Tracks, considéré comme un classique. Cet album est d’un ton sombre et minimaliste, d’un bout à l’autre. Il constitue un tournant important dans la carrière de Nick Cave, tant sur le plan du style musical qu’au niveau des choix d'écriture : il rompt avec le style des albums précédents qui, musicalement, regorgeaient d’arrangements conçus pour le groupe dans son ensemble, et dont les histoires des textes racontaient majoritairement des basées sur des personnages. The Boatman’s Call, a contrario, baigne dans un climat d’intimité centré sur la voix et le piano de Nick Cave, en même temps qu’il dévoile les pensées de l’auteur sur ses propres relations, et ses aspirations spirituelles.[réf. souhaitée]
L'album contient des chansons qui font références à la chanteuse PJ Harvey dont la brève histoire d'amour avec Nick Cave vient de se terminer. Il écrit pour elle Green Eyes, West Country Girl, Into My Arms, Far from Me, Idiot Prayer, Brompton Oratory, Lime Tree Arbour et Black Hair. Where Do We Go Now but Nowhere ? est adressée à son ex-femme Viviane Carneiro.
Cet aspect personnel se ressent dans l'instrumentalisation qui se concentre souvent sur la voix du chanteur accompagnée au clavier.
Le titre Where Do We Go Now but Nowhere est basé sur la chanson Sara de Bob Dylan, qui figure sur la compilation Original Seeds.
Nick Cave a chanté Into My Arms lors des funérailles du chanteur Michael Hutchence, et a demandé que les caméras présentes sur le lieu soient éteintes en signe de respect pour le défunt.
People Ain't No Good figure sur la bande originale du film Shrek 2.
En octobre 2010, l'album est classé dans le top 30 du livre 100 Best Australian Albums. Il est aussi considéré fin 2013 par le magazine Mojo comme le meilleur album de Nick Cave.

## Tracklisting
1. Into My Arms (4:15)
2. Lime Tree Arbour (2:56)
3. People Ain't No Good (5:42)
4. Brompton Oratory (4:06)
5. There Is a Kingdom (4:52)
6. (Are You) the One That I've Been Waiting For? (4:05)
7. Where Do We Go Now but Nowhere? (5:46)
8. West Country Girl (2:45)
9. Black Hair (4:14)
10. Idiot Prayer (4:21)
11. Far From Me (5:33)
12. Green Eyes (3:32)

## Formation
- Nick Cave - chant, piano, orgue Hammond, claviers, vibraphone
- Mick Harvey - guitare acoustique, guitare électrique, orgue Hammond, vibraphone
- Blixa Bargeld - guitare
- Warren Ellis - violon, accordéon, piano
- Jim Sclavunos - mélodica, batterie, percussions
- Conway Savage - piano, claviers
- Martyn P. Casey - basse
- Thomas Wydler - batterie, maracas